# Јово Латиновић
Јово Латиновић (Колунић, 19. август 1901 — Београд, 15. април 2011) био је српски стогодишњак који је у тренутку своје смрти био најстарија жива особа у Србији. Он такође важи за најстаријег мушкарца који је икада живео у Србији.

## Биографија
Јово Латиновић је рођен у селу Колунић у општини Босански Петровац, Босни и Херцеговини (тада у саставу Аустроугарске), 19. августа 1901. године, од оца Гњатија и мајке Симеуне Латиновић, као друго од осморо деце. Још као дечак је остао без оца, па је веома рано постао хранитељ породице. Са 14 година је отишао на рад у Срем. Завршио је гимназију у Сремским Карловцима и Шибенику. Године 1923. постављен је за служитеља и болничара у Богословији у Сремским Карловцима. У Сомбору је 1930. године добио запослење телеграфисте, а 1932. одлази у Суботицу, као службеник при железници. Јуна 1933. у Сремским Карловцима се оженио Загорком Миљковић, са којом је добио ћерке Мирославу и Олгу. До пред Други светски рат живео је у Шебешићу код Суботице, да би се 1939. године преселио у околину Београда. Пензионисан је 1956. или 1957. године после рада на железници у Србији. Након пензионисања враћа се у родни Колунић. Бавио се пчеларством, вртларством и воћарством. У Београд се доселио 1995. године, где је живео са ћерком, унуком и праунуком. Био је познат по надимцима Вова, Вово и „Дово“.
У његовој читуљи се помиње да је рођен 1901. године, али се у извештају из 2007. помиње како је 19. августа 2006. напунио 104 године, што би значило да је био рођен 1902. године. Ипак, на споменику који је себи подигао за живота, пише да је година рођења 1901, а тако сведоче и његови најближи.
Постао је најстарија позната жива особа у Србији, након смрти 109-годишње Костадинке Момировић 8. јула 2009. године.
Преминуо је у Београду, 15. априла 2011. године, у доби од 109 година и 239 дана, што га чини најстаријим познатим мушкарцем који је икада умро у Србији, иако не и најстаријим етничким Србином икада (јер је Јован Јовановић био старији). Сахрањен је на гробљу Орловача у Београду, 18. априла 2011. године. Након његове смрти, најстарија позната жива особа у Србији постала је три године млађа Јелисавета Вељковић.